# 昂特勒韦尔讷
昂特勒韦尔讷（法語：Entrevernes，法語發音：[ɑ̃tʁəvɛʁn]）是法国上萨瓦省的一个市镇，属于阿讷西区。

## 地理
昂特勒韦尔讷（45°47'43"N, 6°11'19"E）面积8.31 平方千米，位于法国奥弗涅-罗讷-阿尔卑斯大区上萨瓦省，该省份为法国东部省份，历史上为薩伏依的一部分，北与瑞士接壤，西接安省，南至萨瓦省，东与瑞士和意大利接壤。
与昂特勒韦尔讷接壤的市镇（或旧市镇、城区）包括：拉沙佩勒圣莫里斯、杜安、拉蒂勒、圣厄斯塔什。

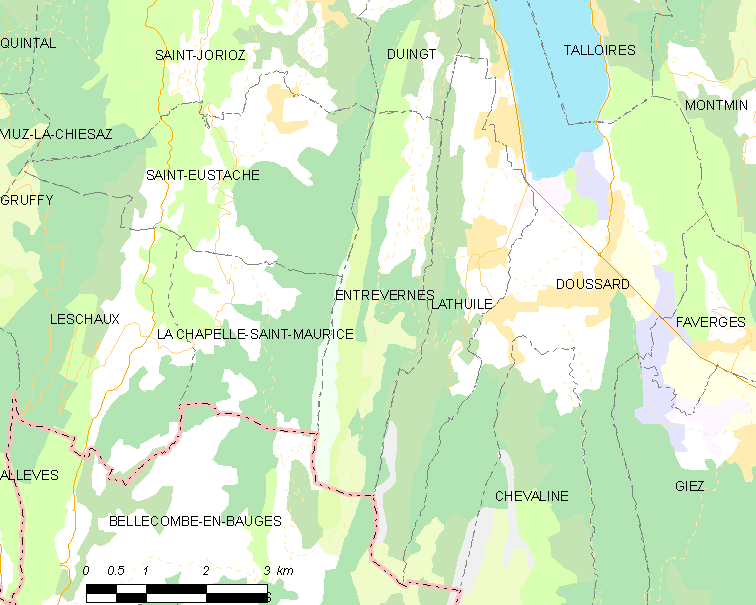
昂特勒韦尔讷的OSM定位图

昂特勒韦尔讷的时区为UTC+01:00、UTC+02:00（夏令时）。

## 行政
昂特勒韦尔讷的邮政编码为74410，INSEE市镇编码为74111。

## 政治
昂特勒韦尔讷所属的省级选区为阿讷西第四县。

## 人口

1962-2008年间昂特勒韦尔讷人口变化图示

昂特勒韦尔讷于2022年1月1日时的人口数量为197人。